# Stanisław Łukasiewicz (1884–1960)

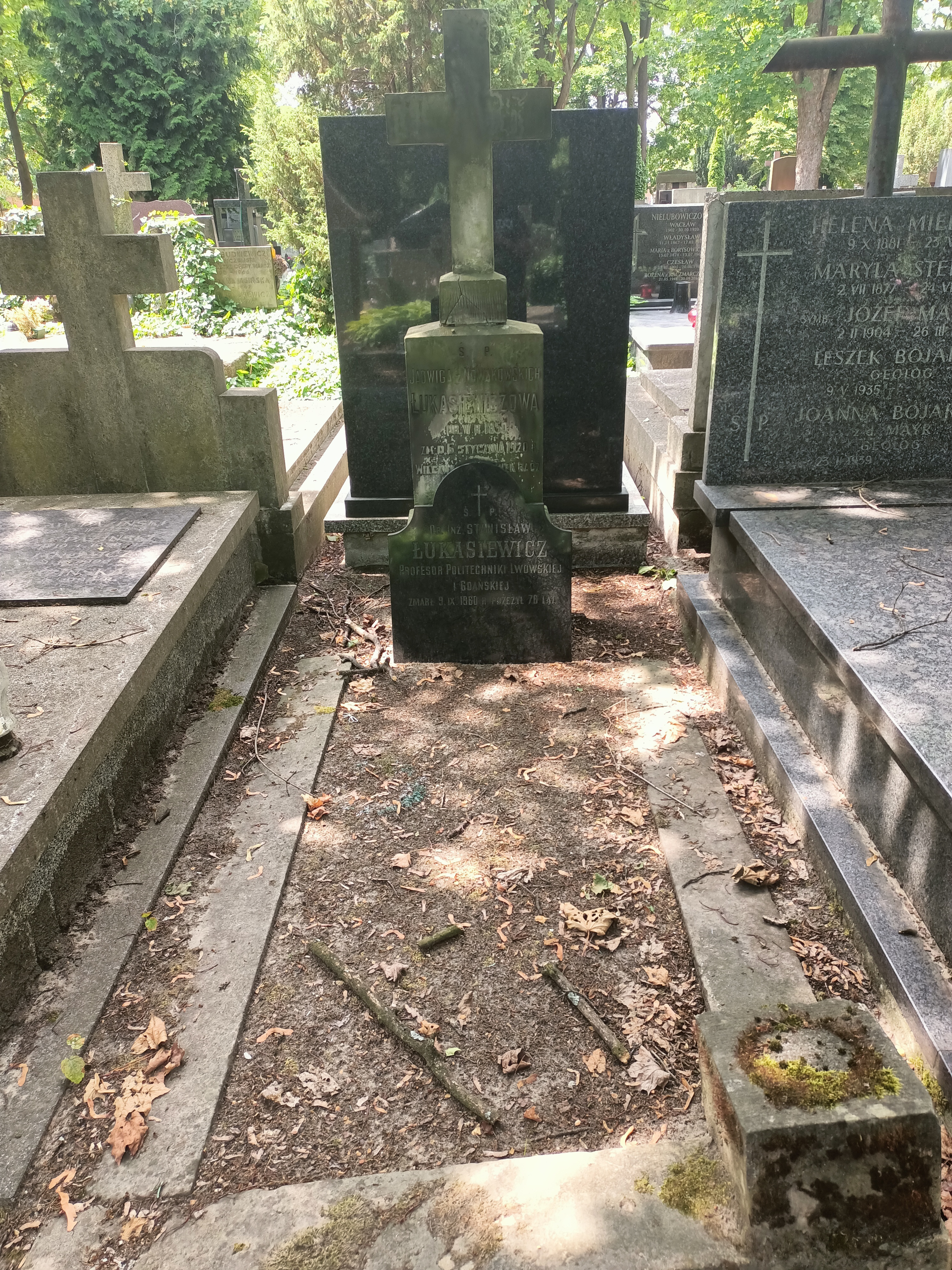
Grób profesora Stanisława Łukasiewicza na Cmentarzu Powązkowskim w Warszawie

Stanisław Wojciech Łukasiewicz (ur. 23 kwietnia 1884 w Pińczowie, zm. 9 listopada 1960 w Warszawie) – polski profesor, wykładowca wielu uczelni, dziekan Wydziału Mechanicznego Politechniki Lwowskiej, organizator i rektor Politechniki Gdańskiej.

## Życie prywatne
Syn Antoniego, kasjera Magistratu w Pińczowie i Jadwigi z Nowakowskich, córki burmistrza w Wiślicy. Od 1937 r. żonaty z Anną z d. Szuba, z którą miał syna (1941–1945).

## Działalność naukowa i zawodowa
W latach 1902–1905 student Wydziału Mechanicznego Politechniki Warszawskiej. Po jej zamknięciu z powodu strajków studentów walczących o polonizację uczelni przeniósł się na Politechnikę w Dreźnie, którą w 1911 r. ukończył z odznaczeniem. Po studiach pracował w Fabryce „B-cia Geislee, Okolski, S-ka” jako konstruktor i inżynier montażowy, później jako kierownik biura konstrukcyjnego i rzeczoznawca. W latach 1912–1916 wykładał maszynoznawstwo ogólne oraz Silniki wodne i wiatrowe w ramach Kursów Wieczornych dla Techników na Wydziale Technicznym Towarzystwa Kursów Naukowych w Warszawie, której od 1915 r. był kierownikiem naukowym. Był także członkiem TKN (1912–1916).
Po rozpoczęciu funkcjonowania Politechniki Warszawskiej w roku 1915 jako asystent wykładał maszynoznawstwo na wydziale Mechanicznym, Chemicznym i Inżynieryjnym. W latach 1919–1927 pracował jako zastępca profesora w Katedrze Dźwignic. W 1927 r. przeniósł się do Lwowa, na stanowisko profesora nadzwyczajnego w Katedrze Maszyn Dźwigowych i Urządzeń Transportowych Politechniki Lwowskiej. W latach 1931–1932 pełnił funkcje dziekana Wydziału Mechanicznego. We wrześniu 1937 r. nominowany na profesora zwyczajnego, na którym to stanowisku pracował do kwietnia 1944 r.
Jako kierownik działów konstrukcyjnego i lotniczego uczestniczył w pracach Komitetu Budowy Gmachów Wydz. Mechanicznego Politechniki Lwowskiej.
Interesował się lotnictwem i sportem szybowcowym. Do 1939 r. prowadził na Politechnice Lwowskiej Studium Lotnicze. W latach 1933–1939 był kierownikiem naukowym Instytutu Technik Szybownictwa i Motoszybownictwa Politechniki Lwowskiej i przewodniczącym Rady Naukowej Laboratorium Aerodynamicznego. Był także przedstawicielem Rzeczypospolitej Polskiej na międzynarodowych zjazdach Komisji Badań Szybowcowych. Należał do Polskiego Towarzystwa Politechnicznego we Lwowie.
Od kwietnia 1944 aż do wybuchu powstania prowadził wykłady z maszyn dźwigowych na tajnej Politechnice Warszawskiej, później wykładał również na kursach politechnicznych w Częstochowie oraz Politechnice Śląskiej z siedzibą w Krakowie.
We wrześniu 1945 r. przybył do Gdańska jako organizator powołanej specjalnym dekretem Politechniki Gdańskiej, na stanowisko profesora zwyczajnego Katedry Maszyn Dźwigowych i Przenośnikowych. Czuwał nad zabezpieczeniem majątku uczelni oraz jej odbudową. Od 8 września 1945 do 5 maja 1946 pełnił funkcję rektora PG.
Był twórcą sekcji maszyn rolniczych i do obróbki drewna, do których opracował program naukowy. Od września 1947 r. wykładał w Wyższej Szkole Inżynierskiej w Szczecinie na etacie prof. kontraktowego.
Opracował 6 podręczników (1919–1934), uczestniczył w wielu zjazdach inżynierów i mechaników polskich. Był autorem studiów badawczych z dziedziny urządzeń dźwigowych, a także kierownikiem naukowych prac badawczych dot. wytrzymałości i napędów szybownictwa oraz meteorologii. Autor wielu projektów z dziedziny urządzeń przeładunkowych dla stoczni, portów, elektrowni i fabryk.
W 1953 r. uzyskał stopień doktora nauk technicznych.
Pochowany na cmentarzu Powązkowskim (kwatera 257-1-20).

## Ordery i odznaczenia
- Krzyż Oficerski Orderu Odrodzenia Polski (dwukrotnie: 1936, 1959)
- Złoty Krzyż Zasługi (13 kwietnia 1929)[4]